# IPhone 6
iPhone 6 và iPhone 6 Plus là bộ đôi điện thoại thông minh được thiết kế, phát triển và kinh doanh trên thị trường bởi Apple Inc. Nó là thế hệ thứ tám của dòng iPhone, tiếp nối iPhone 5S, được công bố vào ngày 9 tháng 9 năm 2014 và được phát hành trên thị trường vào ngày 19 tháng 9 năm 2014. Bộ đôi tiếp tục được thay thế bởi hai mẫu hàng đầu kế tiếp của dòng iPhone là iPhone 6S và iPhone 6S Plus vào ngày 9 tháng 9 năm 2015. Thế hệ iPhone này được trang bị màn hình hiển thị lớn hơn, bộ xử lý nhanh hơn, camera được nâng cấp, mọi thứ được cải thiện và hỗ trợ dịch vụ thanh toán di động.
iPhone 6 và 6 Plus khi mới công bố đã nhận được những đánh giá tích cực về thiết kế, thông số kỹ thuật, camera và thời lượng pin đã cải tiến so với iPhone trước. Tuy nhiên, các khía cạnh thiết kế của bộ đôi này cũng bị chỉ trích khi mà dải ăng-ten đã phá vỡ sự liền mạch của lớp vỏ kim loại, hay như độ phân giải màn hình của iPhone 6 có kích thước tiêu chuẩn thấp hơn nhiều thiết bị cùng phân khúc khác.
Đơn đặt hàng của iPhone 6 và 6 Plus đã đạt kỷ lục con số hơn 4 triệu trong vòng 24 giờ đầu tiên. Mười triệu thiết bị iPhone 6 và 6 Plus đã được bán trong ba ngày đầu mở bán chính thức, đánh dấu một kỷ lục khác của Apple. Trong suốt vòng đời của mình, iPhone 6 và iPhone 6 Plus đã bán được tổng cộng hơn 220 triệu chiếc, điều này khiến chúng trở thành mẫu iPhone bán chạy nhất trong lịch sử và luôn đứng trong bảng xếp hạng những chiếc điện thoại thành công nhất mọi thời đại.

## Lịch sử
Kể từ chiếc iPhone đời đầu cho đến iPhone 4S, iPhone đã sử dụng màn hình 3,5 inch, nhỏ hơn màn hình có trên các điện thoại hàng đầu đến từ các đối thủ. iPhone 5, iPhone 5C và iPhone 5S có màn hình lớn hơn, nhưng đều có cùng chiều rộng với các mẫu trước đó, với 4 inch đường chéo màn hình. Sau khi Apple đánh mất thị phần điện thoại thông minh cho các công ty sản xuất điện thoại có màn hình lớn hơn, các báo cáo vào đầu năm 2014 cho thấy Apple đang chuẩn bị ra mắt các mẫu iPhone mới với màn hình có kích thước 4,7 inch và 5,5 inch. Các báo cáo trước khi công bố cũng đã suy đoán rằng Apple có thể sử dụng một mẫu iPhone mới để giới thiệu nền tảng thanh toán di động bằng cổng giao tiếp điện từ, một công nghệ được tích hợp vào nhiều điện thoại Android nhưng chưa có một trải nghiệm thực sự tốt.
iPhone 6 và 6 Plus đã được công bố trong một sự kiện ra mắt sản phẩm tại một trung tâm biểu diễn nghệ thuật ở Cupertino, California vào ngày 9 tháng 9 năm 2014. Các đơn hàng đặt trước bắt đầu vào ngày 12 tháng 9 và chính thức vào ngày 19 tháng 9 năm 2014, với iPhone 6 có giá khởi điểm từ 649$ và 6 Plus từ 749$. Tại Trung Quốc, nơi mà iPhone 5C và iPhone 5S là những mẫu iPhone đầu tiên được phát hành tại nước này cùng ngày phát hành quốc tế, Apple đã thông báo cho các nhà mạng không dây địa phương rằng họ sẽ không thể phát hành iPhone 6 và 6 Plus vào ngày 19 tháng 9 vì có "điều chưa sẵn sàng"; Truyền thông địa phương cho biết thiết bị này chưa được Bộ Thông tin và Truyền thông chấp thuận. Trước đó trong năm, một báo cáo của Đài truyền hình trung ương Trung Quốc đã cáo buộc rằng các thiết bị iPhone là mối đe dọa đối với an ninh quốc gia vì tính năng "dò tìm vị trí" của iOS 7 có thể tiết lộ bí mật nhà nước.
Sau khi phát hành một thời gian, đã có nhiều báo cáo nói rằng camera của iPhone 6 và 6 Plus bị lỗi khiến máy cho ra hình ảnh mờ. Vào tháng 8 năm 2015, Apple đã khởi động một chương trình thay thế cho một số thiết bị iPhone 6 đời đầu có camera được phát hiện lỗi trên.
Vào ngày 9 tháng 9 năm 2015, cùng với việc công bố iPhone 6S và 6S Plus, iPhone 6 và 6 Plus đã được chuyển sang phân khúc tầm trung của dòng iPhone. Các phiên bản màu Gold cùng phiên bản bộ nhớ 128 GB đã ngừng sản xuất bởi Apple. Các phiên bản bộ nhớ cùng các phiên bản màu còn lại của iPhone 6 và 6 Plus vẫn được sản xuất và bán với giá thấp hơn.
Vào tháng 6 năm 2016, Apple đã phải đối mặt với lệnh cấm bán ở Trung Quốc, khi Shenzhen Baili - một nhà sản xuất thiết bị Trung Quốc đã cáo buộc rằng iPhone 6 và iPhone 6 Plus đã vi phạm bằng sáng chế thiết kế của họ.
iPhone 6 và 6 Plus chính thức ngừng sản xuất vào ngày 7 tháng 9 năm 2016, thời điểm Apple công bố bộ đôi ịPhone 7 và 7 Plus. Theo thông thường, iPhone 6 và 6 Plus vẫn còn được sản xuất cho tới năm 2017, nhưng vì công ty đã cho ra mắt iPhone SE, đã được phát hành trước đó, là một chiếc điện thoại nằm trong phân khúc của bộ đôi này và có tiềm năng hơn khi mà sở hữu phần cứng của iPhone 6S.
Vào tháng 2 năm 2017, iPhone 6 đã lặng lẽ đưa lên bán lại trong các cửa hàng của nhà mạng và trực tuyến. Lần này bộ nhớ lưu trữ đã được thay đổi thành 32 GB. Ở Ấn Độ, nó được bán trên trang web của Amazon với phiên bản màu Space Gray. Tại Đài Loan, nó được bán qua Taiwan Mobile vào ngày 10 tháng 3 với phiên bản màu Gold. Vào giữa tháng 3, iPhone 6 cũng đã được phát hành tại Liên minh châu Âu tới Belarus thông qua cửa hàng trực tuyến i-Store. iPhone 6 cũng xuất hiện ở Bắc Mỹ với các nhà mạng trả trước của Mỹ Boost Mobile và Virgin Mobile, cùng với AT&T GoPhone. Những sản phẩm này không được Apple phân phối trên website hoặc cửa hàng bán lẻ của họ.

## Thông tin

### Thiết kế
Thiết kế của iPhone 6 và 6 Plus được xem như là thừa hưởng từ iPad Air, với mặt trước được làm từ kính uốn quanh các cạnh của màn hình và mặt lưng làm từ nhôm có chứa dải nhựa ăng ten. Nhôm có trên mặt lưng máy là loại nhôm series 6000. Cả hai thiết bị đều có màu Gold, Silver và Space Gray. iPhone 6 có độ dày 6,9 mm, trong khi iPhone 6 Plus có độ dày 7,1 mm. Cả hai đều mỏng hơn iPhone 5C và iPhone 5S. iPhone 6 là chiếc điện thoại mỏng nhất trên thế giới vào thời điểm ra mắt, và cũng là chiếc điện thoại mỏng nhất của Apple cho đến nay. Để phù hợp với kích thước lớn, nút nguồn của máy đã được chuyển về cạnh phải, thay vì cạnh trên ở các đời iPhone trước.

### Màn hình
Màn hình là điểm thay đổi lớn nhất trên bộ đôi sản phẩm này. Apple trang bị cho thiết bị màn hình mà hãng gọi là Retina HD Display. iPhone 6 có kích thước màn hình 4,7 inch, tỉ lệ 16:9 với độ phân giải 1334×750 và có mật độ điểm ảnh đạt 326 ppi. Trong khi đó, iPhone 6 Plus có kích thước màn hình 5,5 inch, cùng tỉ lệ 16:9 với độ phân giải 1920×1080 và có mật độ điểm ảnh đạt 401 ppi. Các màn hình đều sử dụng tấm nền LCD đa miền với tên gọi dual-domain pixels, các điểm ảnh RGB sẽ được đặt lệch trong một mẫu, sao cho mọi điểm ảnh đều được nhìn từ các góc khác nhau. Kĩ thuật này giúp cải thiện góc nhìn của màn hình.

### Bộ xử lý
Cả hai mẫu máy này đều có chip Apple A8 và bộ xử lý chuyển động M8 có sự cải tiến nhỏ từ M7. Sự khác biệt chính giữa M8 và bộ xử lý M7 là M8 bao gồm thước đo để đo lường sự biến đổi độ cao. Phil Schiller đã cho biết rằng chip A8 sẽ đem lại hiệu suất CPU hơn 25%, hiệu suất đồ họa tăng 50% và tỏa nhiệt ít hơn so với chip A7 có trên iPhone 5S.

### Kết nối
Kết nối LTE trên iPhone 6 và iPhone 6 Plus được chuyển đổi sang LTE Advanced, hỗ trợ hơn 20 băng tần LTE, cho tốc độ tải xuống lên tới 150 Mb/s và hỗ trợ VoLTE. Trải nghiệm Wi-Fi đã được cải thiện với sự hỗ trợ của 802.11ac, cung cấp tốc độ lên tới 450 Mb/s, nhanh hơn gấp 3 lần so với 802.11n. iPhone 6 và 6 Plus được bổ sung thêm hỗ trợ kết nối gần (NFC) nhưng ban đầu nó được sử dụng riêng cho Apple Pay. Kể từ phiên bản iOS 11 đã cho phép sử dụng giao tiếp gần ngoài Apple Pay cho các ứng dụng của bên thứ ba.

### Camera
Camera chính trên hai máy đều có độ phân giải 8 MP, khẩu độ ƒ/2.2, đều là ống kính năm thành phần và đều lồi ra phía sau. Máy có tính năng tự động lấy nét với Auto Focus. Riêng trên chiếc iPhone 6, thiết bị này có khả năng chống rung quang học. Cả hai đều có đèn flash True Tone, HDR Tự động và tự động ổn định hình ảnh. Ống kính thiết bị đều được làm từ tinh thể shappire. Camera trước có độ phân giải 1,2 MP, khẩu độ ƒ/2.2, có thể quay video 720p HD. Nó được cải thiện nhiều về nhận dạng khuôn mặt, tính năng HDR tự động cho ảnh và video. Thiết bị này có thể quay video 1080p HD ở 30 fps hoặc 60 fps. Đối với video Slo-mo, nó có thể hỗ trợ quay ở 120 fps hoặc 240 fps. Có thể thu phóng 3x trong khi quay video.

### Thông tin khác
Dung lượng pin iPhone 6 là 1810 mAh, trong khi của iPhone 6 Plus là 2915 mAh. Vào thời điểm phát hành, mọi ứng dụng trên App Store đều phải được viết lại để tương thích với màn hình của bộ đôi này. Riêng iPhone 6 Plus, các nhà phát triển cũng sẽ dành thời gian để viết thêm khi thiết bị này có hỗ trợ hiển thị bố cục kép giống iPad khi xoay ngang. Apple cũng bổ sung các tính năng cho người dùng liên quan tới trải nghiệm dùng một tay. Máy có 3 màu để tùy chọn:
| Màu sắc | Tên gọi    |
| ------- | ---------- |
|         | Gold       |
|         | Silver     |
|         | Space Gray |

## Đón nhận

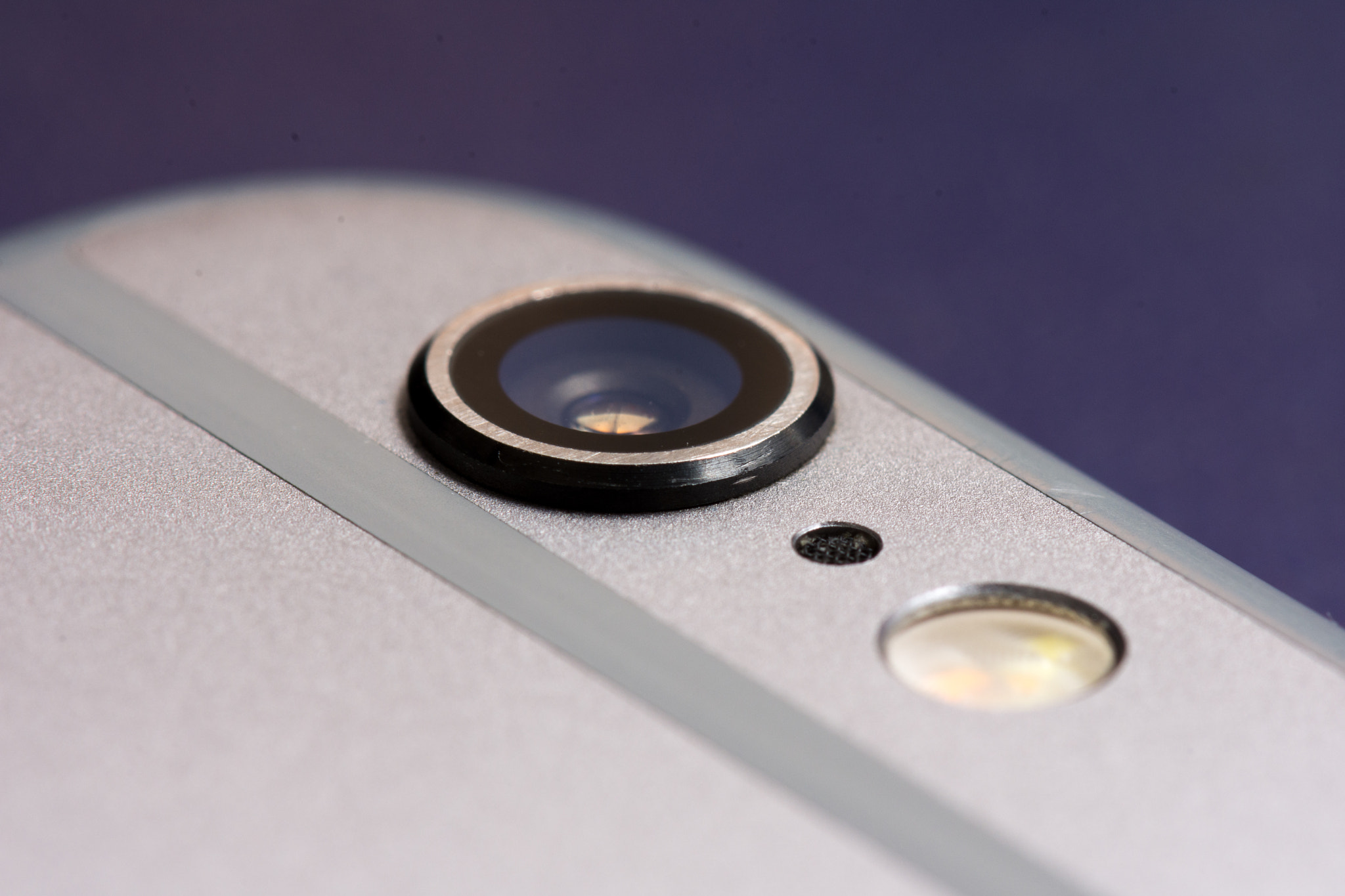
Camera trên chiếc iPhone 6

Cả hai mẫu iPhone 6 đều nhận được đón nhận một cách tích cực. Recode gọi nó là "điện thoại thông minh tốt nhất bạn có thể mua". TechRadar đánh giá cao thiết kế "tuyệt vời", thời lượng pin của iPhone 6 khi đã được cải thiện so với iPhone 5S, đánh giá iOS 8 là "thông minh và trực quan hơn bao giờ hết", cùng với chất lượng camera tốt của nó. Tuy nhiên, dải ăng ten nhựa ở mặt lưng của điện thoại bị chỉ trích do tính thẩm mỹ kém, màn hình hiển thị có độ phân giải và mật độ điểm ảnh thấp hơn so với các điện thoại thông minh tương tự - bao gồm cả những điện thoại có cùng kích thước màn hình như iPhone 6, chẳng hạn như HTC One, và không có đủ lý do cho mức giá cao hơn so với các thiết bị tương tự chạy Android hoặc Windows Phone. The Verge coi iPhone 6 là "được thiết kế đơn giản và gọn gàng" so với iPhone 5S, lưu ý rằng điện thoại vẫn cảm thấy có thể sử dụng được mặc dù kích thước lớn hơn, nhưng chỉ trích dải ăng ten nhựa, ống kính camera lồi ngăn thiết bị nằm thẳng khi không có ốp lưng và thiếu tối ưu hóa bổ sung trong hệ điều hành cho màn hình lớn. Những cải tiến như hiệu suất, thời lượng pin, hỗ trợ VoLTE và các tinh chỉnh khác cũng được ghi nhận. Liên quan đến iPhone 6 Plus, Engadget cho rằng thiết kế của nó không thoải mái khi cầm và khó cầm hơn so với các thiết bị khác như Galaxy Note 3 và LG G3, nhưng ca ngợi khả năng chống rung quang học và thời lượng pin tốt hơn một chút so với iPhone 6.

## Các sự cố

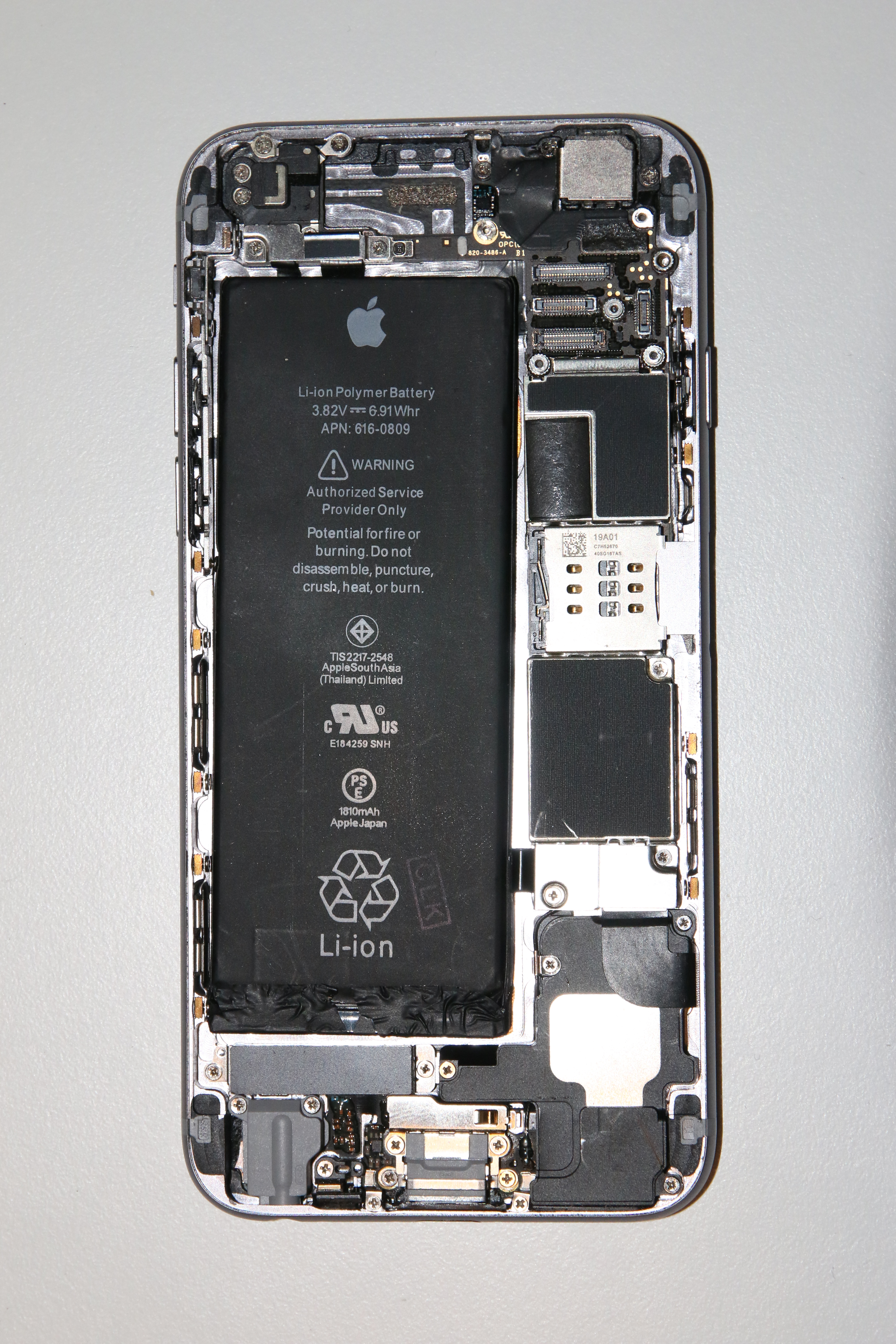
Bên trong chiếc iPhone 6 sau khi gỡ bỏ màn hình

iPhone 6 và 6 Plus bị ảnh hưởng bởi một số vấn đề đáng quan tâm liên quan đến phần cứng, bao gồm ở những lo ngại xung quanh độ bền và độ cứng của chúng (dẫn đến các sự cố xung quanh uốn cong khung máy, cũng như suy giảm hoặc mất hoàn toàn chức năng màn hình cảm ứng), vấn đề về hiệu năng trên các mẫu máy có dung lượng bộ nhớ lớn hơn, các sự cố camera trên mẫu iPhone 6 Plus, cũng như lỗi Error 53.

### Bẻ cong khung máy
Ngay sau khi phát hành chính thức, đã có báo cáo rằng khung máy iPhone 6 và iPhone 6 Plus dễ bị uốn cong dưới lực tác động, chẳng hạn như khi được để trong túi của người dùng. Mặc dù các vấn đề như vậy không chỉ dành riêng cho iPhone 6 và 6 Plus, nhưng lỗ hổng thiết kế đã được người dùng và giới truyền thông gọi là "Bendgate".
Apple đã trả lời các cáo buộc bẻ cong, nói rằng họ chỉ nhận được 9 khiếu nại của các máy bị uốn cong và rằng thiệt hại xảy ra do sử dụng thường xuyên là "cực kỳ hiếm". Công ty luôn nói rằng iPhone 6 và 6 Plus đã trải qua quá trình kiểm tra độ bền để đảm bảo chúng sẽ đủ bền để sử dụng hàng ngày. Công ty đề nghị thay thế điện thoại bị bẻ cong, nếu xác định rằng việc bẻ cong là một sự cố ngoài ý muốn. [55]
Vào ngày 1 tháng 10 năm 2014, Axel Telzerow, tổng biên tập tạp chí Computer Bild của Đức, đã báo cáo rằng sau khi đăng video mà người dẫn chương trình (Unbox Therapy) có thể bẻ cong iPhone 6 Plus, đại diện của Apple Đức thông báo rằng nó đã bị cấm từ các sự kiện trong tương lai của Apple và nó sẽ không còn nhận được các thiết bị trực tiếp từ Apple để thử nghiệm. Telzerow đã trả lời bằng cách nói rằng "Chúng tôi chúc mừng bạn với thế hệ iPhone mới tốt đẹp của bạn, ngay cả khi một trong số chúng có một điểm yếu nhỏ với vỏ của nó. Nhưng chúng tôi thất vọng sâu sắc về sự thiếu tôn trọng của công ty bạn."

### Error 53
Khi nút home của iPhone 6 được sửa chữa hoặc sửa đổi bởi bên thứ ba, thiết bị sẽ không kiểm tra bảo mật liên quan đến Touch ID vì các thành phần chưa được "xác thực lại" vì lý do bảo mật, quy trình chỉ có thể được thực hiện bởi người được ủy quyền Cửa hàng Apple. Không thực hiện các kiểm tra này sẽ vô hiệu hóa tất cả các tính năng liên quan đến Touch ID. Những điều như vậy đôi khi cũng xảy ra những thiệt hại.
Theo báo cáo, các kiểm tra sự toàn vẹn phần cứng tương tự này sẽ kích hoạt một vòng lặp không thể phục hồi thành "Chế độ khôi phục" nếu iOS được cập nhật hoặc khôi phục, với nỗ lực khôi phục thiết bị qua phần mềm iTunes dẫn đến thông báo "Error 53". Ngoài lời giải thích rằng điều này có liên quan đến lỗi toàn vẹn phần cứng lại có liên quan đến các thành phần Touch ID, Apple không đưa ra lời giải thích chính thức nào về lỗi kích hoạt Error 53 hoặc cách khắc phục mà không cần thay thế toàn bộ thiết bị.
Vào ngày 18 tháng 2 năm 2016, Apple đã phát hành bản vá iOS 9.2.1 thông qua iTunes giải quyết vấn đề này và thừa nhận rằng Error 53 thực sự liên quan đến kiểm tra chẩn đoán để kiểm tra phần cứng Touch ID trước khi iPhone được xuất xưởng từ các nhà máy của hãng.

## Hình ảnh

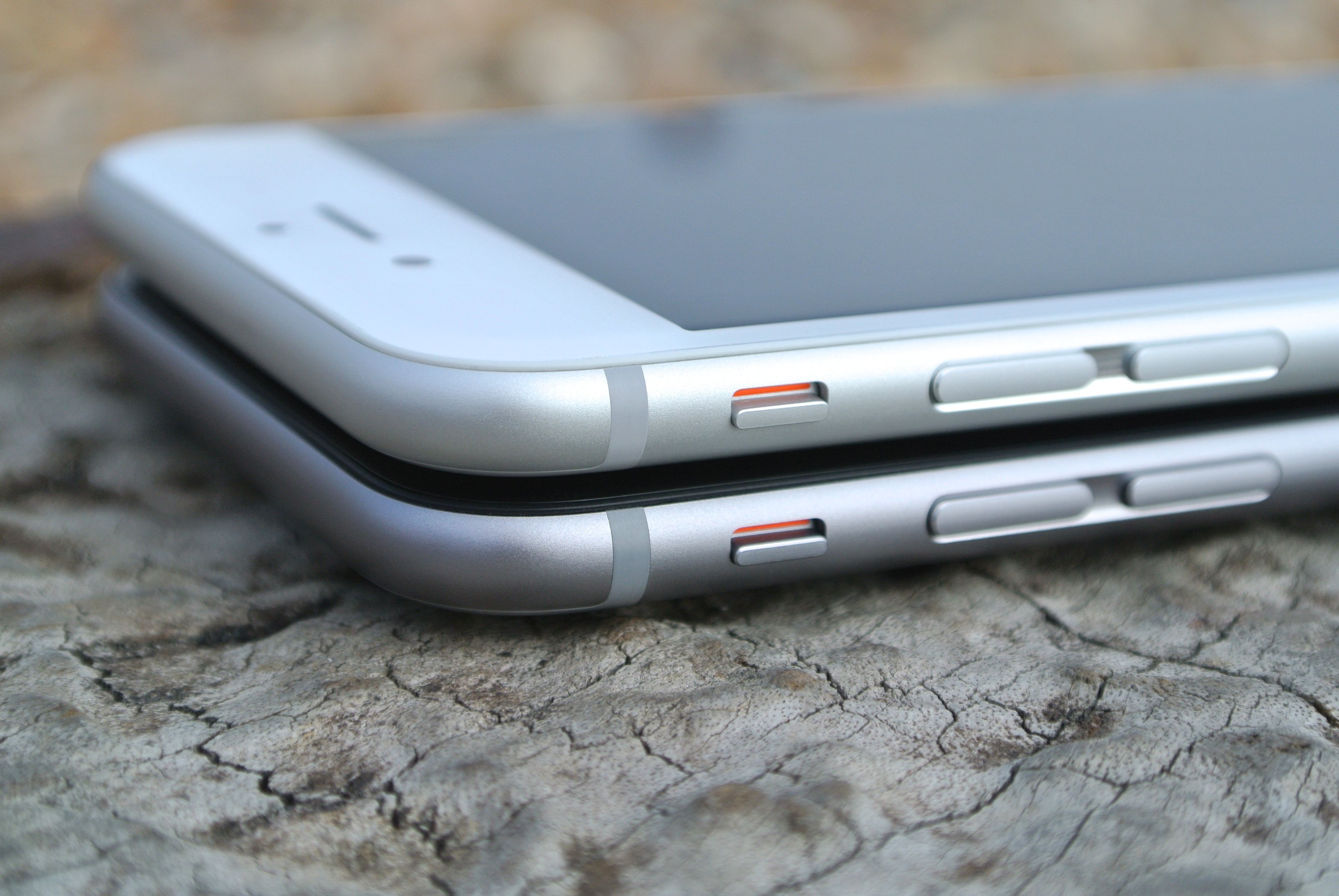
Hai chiếc iPhone 6, màu Silver (trên) và màu Space Gray (dưới)

## Danh sách dòng sản phẩm
| Dòng thời gian của các mẫu iPhone         |
| ----------------------------------------- |
| Xem thêm: Timeline of Apple Inc. products |

Nguồn: Apple Newsroom Archive

## Liên kết
- Trang chủ